# 1883 en Suisse
Chronologie de la Suisse
- 1879
- 1880
- 1881
- 1882
- 1883
- 1884
- 1885
- 1886
- 1887

Chronologie de la Suisse
1882 en Suisse - 1883 en Suisse - 1884 en Suisse

## Gouvernement au1erjanvier 1883
- Conseil fédéral[1]
  - Louis Ruchonnet (PRD), président de la Confédération
  - Emil Welti (PRD),vice-président de la Confédération
  - Karl Schenk (PRD)
  - Simeon Bavier (PRD)
  - Bernhard Hammer (PRD)
  - Wilhelm Hertenstein (PRD)
  - Numa Droz (PRD)

## Évènements

### Janvier
Lundi 8 janvier 
- Décès à Lenzbourg (AG), à l’âge de 77 ans, d’Augustin Keller, fondateur de l'Église catholique-chrétienne de Suisse.

 Mardi 9 janvier 
- Décès à Schwytz, à l’âge de 62 ans, de l’éditeur Ambros Eberle.

### Février
Dimanche 11 février 
- Première course internationale de luge entre Davos et Klosters (GR).

### Mars
Lundi 19 mars 
- Inauguration de l’Hôpital cantonal au Champ-de-l’Air à Lausanne.

### Avril
Samedi 7 avril 
- Un incendie ravage Vallorbe (VD). 98 maisons sont détruites et 200 familles se retrouvent sans abri.

 Mardi 10 avril 
- Election d’Adolf Deucher (PRD, TG) au Conseil fédéral.

 Mardi 24 avril 
- Décès à Vevey (VD), à l’âge de 35 ans, du photographe Émile Javelle.

### Mai
Mardi 1er mai 
- Ouverture de l’Exposition nationale de Zurich.

### Juin
Vendredi 1er juin 
- Décès à Delémont (JU), à l’âge de 91 ans, de l’ingénieur et topographe Antoine-Joseph Buchwalder.
- Décès à Winterthour (ZH), à l’âge de 77 ans, de Johann Jakob Sulzer, fondateur de l'entreprise Sulzer.

### Juillet
Dimanche 8 juillet 
- Ouverture du Tir fédéral à Lugano (TI).

### Août
Samedi 11 août 
- Fondation de la Fédération suisse de pêche.

 Dimanche 19 août 
- Mise en service du funiculaire Territet-Glion (VD).

 Lundi 27 août 
- Décès à Coire (GR), à l’âge de 89 ans, de l’ingénieur Richard La Nicca.

### Septembre
Mercredi 5 septembre 
- Décès à Morcote (TI), à l’âge de 72 ans, de l’architecte Gaspare Fossati.

 Dimanche 23 septembre 
- Mise en service de la ligne Travers-Saint-Sulpice du Chemin de fer Régional du Val-de-Travers (RVT).

 Lundi 24 septembre 
- Ouverture du pont de Kirchenfeld à Berne.

 Jeudi 27 septembre 
- Décès à Lausanne, à l’âge de 74 ans, de l’entomologiste Oswald Heer.

 Dimanche 30 septembre 
- Fondation à Brügg (BE) de l’Association suisse des cyclistes, qui deviendra pas la suite le Schweizerischer Radfahrer-Bund (SRB).

### Octobre
Mardi 30 octobre 
- Fermeture de l’Exposition nationale de Zurich. Elle a été fréquentée par 1 741 369 visiteurs.

### Novembre
Vendredi 23 novembre 
- Collision entre deux bateaux sur le Lac Léman. Le nombre de victimes reste contradictoire. Il est évalué entre 15 et 25.
- Découverte de fragments de statues colossales en bronze dans la basilique du forum de Martigny (VS).

### Décembre
Lundi 10 décembre 
- Décès à Chêne-Bougeries (GE), à l’âge de 61 ans, du professeur John Braillard.